# Starokatolická farnost Krásná Lípa
Starokatolická farnost Krásná Lípa je bývalá farnost starokatolické církve. Existovala v letech 1908–1946.
V Krásné Lípě nejprve vznikla filiální obec farnosti Varnsdorf; první bohoslužby se konaly 6. dubna a oficiální založení obce 31. května 1890. Roku 1898 zde byl ustaven samostatný duchovní správce, totiž Alois Paschek, který zde působil do roku 1918 a roku 1924 se stal prvním voleným biskupem starokatolické církve v ČSR. 11. října 1908 byla filiální obec povýšena na samostatnou farnost. V letech 1918–1923 farnost spravoval Eduard Gnendinger, druhým řádným farářem byl Franz Ewald Fuchs (1923–1939). Od té doby zůstala farnost neobsazena a fakticky zanikla roku 1945 odsunem německého obyvatelstva. Zanikla 28. července 1946, kdy byl počet starokatolických farností v Československu redukován na šest.
Stavba starokatolického kostela (chrámu Spasitele) v Krásné Lípě začala 20. ledna 1900, byla vysvěcena 1. září 1901 a dokončena roku 1903; jednalo se o novogotickou stavbu podle návrhu Josefa J. Schmidta. V kostele se konaly i bohoslužby sboru německé evangelické církve, která v Krásné Lípě neměla vlastní kostel. Po druhé světové válce zůstal kostel ve vlastnictví starokatolické církve, byl však zabrán ke světským účelům (např. sklad benzinových nádrží), chátral a nakonec byl a roku 1971 zbořen.
K farnosti náležely dvě filiální obce. Filiální obec v Rumburku vznikla již koncem roku 1879 a původně podléhala farnosti Varnsdorf, při zřízení farnosti v Krásné Lípě (tj. 11. října 1908) byla přifařena k ní a existovala do odsunu německého obyvatelstva.
Filiální obec v Děčíně-Podmoklech vznikla roku 1891 sloučením místních skupin věřících konstituovaných v Podmoklech (1885), v Děčíně (1887) a v Ludvíkovicích-Folknářích (1888). Podléhala rovněž nejprve farnosti Varnsdorf a po jejím zřízení farnosti Krásná Lípa, oficiálním datem vzniku je však státní uznání 20. června 1910. Roku 1921 se z ní stala samostatná farnost Děčín-Podmokly.